# Prolophota mjobergi
Prolophota mjobergi là một loài bướm đêm trong họ Erebidae.